# Peace Osaka
Peace Osaka (ピースおおさか) ou Centre international pour la paix d'Osaka (大阪国際平和センター, Ōsaka kokusai heiwa sentā) est un musée japonais dédié à la paix dans le monde.

## Histoire
Le musée a été fondé en 1991 ; en 2015, poussé par des hommes politiques membres du Parti de la restauration, il a connu une restructuration complète qui a vu le retrait de panneaux d'exposition consacrés aux crimes de guerre japonais durant la Seconde Guerre mondiale. Une plus grande attention est maintenant portée aux bombardements américains dont Osaka a été la victime en 1944 et 1945. À la suite de ces changements, la vision de l'histoire défendue par le musée a radicalement changé : de progressiste, elle est devenue conservatrice, avec des éléments de révisionnisme historique japonais.
Le musée connaît une fréquentation d'environ 70 000-80 000 visiteurs par an.

### Liste des victimes des bombardements de 1945
En 2002, la préfecture d'Osaka a demandé au musée de rédiger une liste des victimes des bombardements de 1945. Sur les 15.000 victimes estimées par la police d'Osaka en 1945, il a été possible de retrouver les noms de 9.117 personnes décédées. A l'exception de 48 personnes pour lesquelles l'anonymat a été requis, les données sont disponibles dans le musée et les noms gravés sur un monument dans sa cour d’entrée. En 2020, il a été découvert que la majorité des morts coréens avaient été archivés sous leur nom japonais. À la suite de la demande de familles des victimes, le musée va afficher sur le monument commémoratif les noms ethniques coréens à partir de 2021.

## Controverses
En 1998, Yoshinori Kobayashi, dans son manga Sensoron, a qualifié le musée de “lavage de cerveau systématique mené sous le nom de musée de la paix".
En 2000, le musée a refusé d'accueillir une exposition créée par l'Institut néerlandais d'études militaires appelée "Souvenirs de l'occupation des Indes Orientales Néerlandaises par le Japon (“The Japanese Occupation of the Dutch East Indies Remembered”) par peur d'attaques négationnistes d'extrême-droite.